# Glenys Thornton, Baroness Thornton

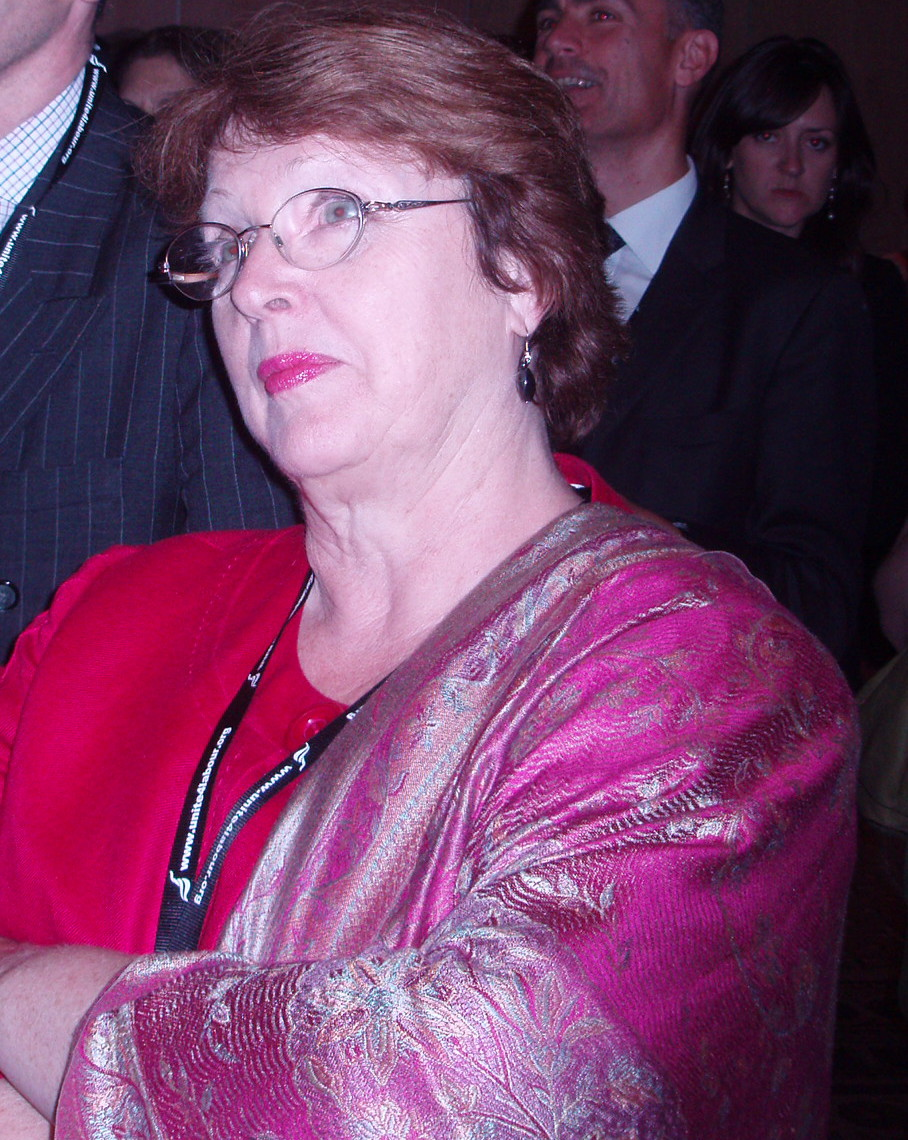
Glenys Thornton, Baroness Thornton

Dorothea Glenys Thornton, Baroness Thornton (* 16. Oktober 1952) ist eine britische Politikerin der Labour Party sowie der Co-operative Party. Sie ist seit 1998 Mitglied des House of Lords.

## Leben
Glenys Thornton absolvierte ein Studium an der London School of Economics and Political Science (LSE) und wurde 1981 politische Sekretärin der Konsumgenossenschaft Royal Arsenal Co-operative Society (RACS). Mitte der 1980er Jahre engagierte sie sich zunehmend in der Labour Party und war unter anderem von 1985 bis 1991 Vorsitzende der Labour Party in Greater London.
Am 23. Juli 1998 wurde sie als Life Peeress mit dem Titel Baroness Thornton, of Manningham in the County of West Yorkshire, in den Adelsstand auf Lebenszeit erhoben und gehört seither als Mitglied dem House of Lords an.
Während ihrer Mitgliedschaft im Oberhaus war Baroness Thornton, die seit 1999 Mitglied des Verwaltungsrates der LSE ist sowie von 2005 bis 2008 Mitglied des Politikforums der Labour Party war, zwischen 2008 und 2010 Whip der Regierung und zunächst 2008 Sprecherin der Labour-Fraktion für Gesundheit, Arbeit und Pensionen sowie Gleichberechtigung und dann 2009 bis 2010 gesundheitspolitische Sprecherin. Daneben war sie zwischen Januar 2008 und März 2010 auch Baroness in Waiting beim Königlichen Haushalt (HM Household). Zuletzt war sie in der Regierung von Premierminister Gordon Brown zwischen März und Mai 2010 Parlamentarische Unterstaatssekretär im Gesundheitsministerium.
Seit der Wahlniederlage der Labour Party bei den Unterhauswahlen am 6. Mai 2010 ist sie seit 2010 Sprecherin der oppositionellen Labour-Fraktion im Oberhaus für Gleichberechtigung. Daneben war sie 2010 bis 2012 wieder gesundheitspolitische Sprecherin sowie 2010 kurzzeitig Sprecherin für Arbeit und Pensionen.
Während des Spendenskandals des britischen Parlaments soll sie falsche Angaben zu ihrem Hauptwohnsitz im weiter entfernten Bungalow ihrer Mutter gemacht haben. Diese Vorwürfe wurden später von der Parlamentsverwaltung entkräftet; in diesem Haus, für das sie Kosten geltend gemacht hatte, pflegt sie ihre Mutter und bewohnt es daher hauptsächlich.